# Quiche
Quiche (phát âm trong tiếng Anh: /ˈkiːʃ/ KEESH) là một món bánh tart mặn trong nền ẩm thực Pháp, bao gồm vỏ bánh pastry với nhân custard mặn, pho mát, thịt, hải sản hoặc rau củ. Một biến thể phổ biến của món ăn là quiche Lorraine, bao gồm mỡ lợn hoặc thịt lợn muối xông khói. Quiche có thể được ăn nóng, ấm hoặc nguội.

## Từ nguyên
Từ này được nhắc đến lần đầu tiên vào năm 1605 bằng tiếng Lorrain, và vào năm 1805 bằng tiếng Pháp. Văn bản về "Quiche Lorraine" sử dụng tiếng Anh đầu tiên được ghi lại vào năm 1925. Các từ nguyên khác không chắc chắn nhưng nó có thể liên quan đến từ Kuchen trong tiếng Đức, mang nghĩa là "bánh" hoặc "tart".

## Lịch sử

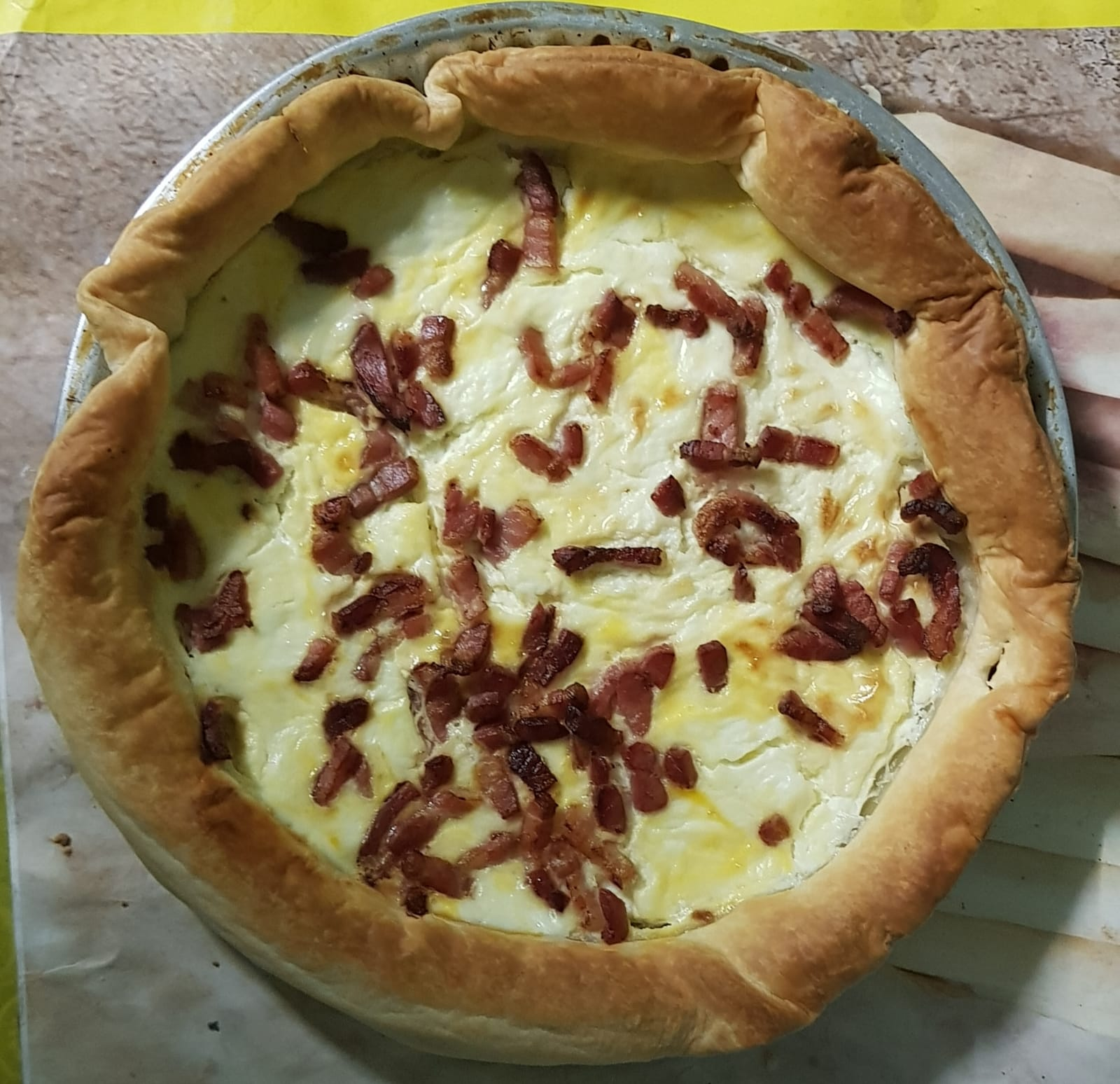
Quiche Lorraine

Quiche là món ăn Pháp có nguồn gốc từ miền Đông của đất nước; tuy nhiên, việc sử dụng trứng và kem trong bánh ngọt có lịch sử lâu đời hơn. Nó đã được thực hiện trong nền ẩm thực Ý, ít nhất là vào đầu thế kỷ 13. Công thức làm món trứng và kem nướng trong bánh ngọt có nhân thịt, cá và trái cây được gọi là Crustardes of Meat và Crustade vào thế kỷ 14, The Forme of Cury, và trong sách dạy nấu ăn thế kỷ 15, chẳng hạn như cuốn sách nấu ăn Libro de arte coquinaria của Ý.

## Trong văn học
Nhà văn người Mỹ, James Peterson ghi lại lần đầu tiên gặp bánh quiche vào cuối những năm 1960 và "tin rằng đó là món ngon và tinh tế nhất mà ông đã từng nếm". Ông viết rằng vào những năm 1980, bánh quiche của Mỹ bắt đầu bao gồm các thành phần mà ông thấy "kỳ lạ và thiếu tôn trọng", chẳng hạn như bông cải xanh, và ông coi cuốn sách hài năm 1982 của Bruce Feirstein Real Men Don't Eat Quiche là "sự sỉ nhục cuối cùng" cho món ăn, rằng "Món ăn quê mùa chân thật và thô kệch đã trở thành biểu tượng của thói hợm hĩnh kém cỏi.

## Biến thể
Bánh quiche thường có vỏ bánh ngọt và nhân trứng, sữa và/hoặc kem. Nó có thể được làm bằng rau, thịt hoặc hải sản và dùng nóng, ấm hoặc nguội. Dưới đây là danh sách các biến thể của món quiche:
| Tên                          | Nguyên liệu chính                                      | Tham khảo |
| ---------------------------- | ------------------------------------------------------ | --------- |
| Quiche au Camembert          | Pho mát Camembert, kem và trứng                        | [ 12 ]    |
| Quiche aux champignons       | Nấm, kem và trứng                                      | [ 13 ]    |
| Quiche aux endives           | Cải ô rô, pho mát, kem và trứng                        | [ 14 ]    |
| Quiche aux épinards          | Rau chân vịt, kem và trứng                             | [ 13 ]    |
| Quiche au fromage de Gruyère | Pho mát Gruyère, kem, trứng và thịt lợn muối xông khói | [ 15 ]    |
| Quiche aux fromage blanc     | Pho mát kem, kem, trứng và thịt lợn muối xông khói     | [ 16 ]    |
| Quiche aux fruits de mer     | Tôm, cua hoặc tôm hùm, kem, trứng                      | [ 17 ]    |
| Quiche aux oignons           | Hành tây, kem, trứng và pho mát                        | [ 18 ]    |
| Quiche aux poireaux          | Tỏi tây, kem, trứng và pho mát                         | [ 14 ]    |
| Quiche au Roquefort          | Pho mát Roquefort, kem và trứng                        | [ 12 ]    |
| Quiche comtoise              | Pho mát Comté, kem, trứng và thịt lợn muối xông khói   | [ 19 ]    |
| Quiche Lorraine              | Kem, trứng và thịt lợn muối xông khói                  | [ 15 ]    |
| Quiche niçoise, à la tomate  | Cá cơm, ô liu, cà chua, trứng và pho mát Parmesan      | [ 12 ]    |

Trong cuốn sách French Country Cooking xuất bản năm 1951, Elizabeth David đưa ra công thức làm món quiche aux pommes de terre, trong đó vỏ bánh không được làm từ shortcrust mà là từ khoai tây nghiền, bột mì và bơ; với nhân kem, pho mát Gruyère và tỏi.